# Coryanthes lagunae
Coryanthes lagunae är en orkidéart som beskrevs av Manara och Bergold. Coryanthes lagunae ingår i släktet Coryanthes, och familjen orkidéer.
Artens utbredningsområde är Venezuela. Inga underarter finns listade i Catalogue of Life.